# Xã Beaver, Quận Fillmore, Minnesota
Xã Beaver (tiếng Anh: Beaver Township) là một xã thuộc quận Fillmore, tiểu bang Minnesota, Hoa Kỳ. Năm 2010, dân số của xã này là 242 người.